# ジム・バーニー
ジム・バーニー（Jim Varney、1949年6月15日 - 2000年2月10日）は、アメリカ合衆国の俳優、声優。

## 来歴
1949年にケンタッキー州のレキシントンで生まれる。子供のころに、家族や友人を楽しませるために本や詩を暗記する能力を発揮する。また、漫画のキャラクターの真似なども行っていたという。10代のころに演劇に興味を持ち始め、ラファイエット高校の演劇コンクールで州から表彰された経験をもつ。
彼の出演作の中でも特にアーネスト・P・ウォレルシリーズは人気を博し、5作の劇場用映画と4作のビデオ映画が制作され、1989年に彼はデイタイム・エミー賞の演技賞 子供番組部門を受賞した。
彼はかなりの喫煙愛好家なことで知られていた。1998年、映画の撮影中に咳が出るようになり、やがて症状が悪化し吐血するようになる。肺がんと診断され、たばこをやめて化学療法を受けたが治療は難航し、彼は2000年2月10日に自宅でその生涯を終えた。50歳没。

## 出演作品

### 映画
- アーネスト・P・ウォレルシリーズ（アーネスト・P・ウォレル）
  - ドクター・オットー/謎の超時空要塞
  - アーネスト キャンプに行く!
  - アーネスト、クリスマスを救え!
  - アーネスト、監獄に行く!
  - アーネスト モンスターと戦う!
- ビバリー・ヒルビリーズ/じゃじゃ馬億万長者（ジェド・クランペット）
- クロオビ・キッズ/メガ・マウンテン奪回作戦（ロサー）

### アニメ作品
- アトランティス 失われた帝国（クッキー）
- アナベルの願い（ガス・ホルダー氏）
- ザ・シンプソンズ（クーダー）
- ダックマン（ウォルト・エバーグリーン）
- トイ・ストーリーシリーズ（スリンキー・ドッグ〈初代〉）
  - トイ・ストーリー
  - トイ・ストーリー2
- ヘラクレス（エフィアルテス王）